# Catherine Eddowes
Catherine (Kate) Eddowes (njezino ime je u rodnom listu navedeno kao Catharine, no takvo pisanje nije koristila niti ona niti drugi izvori) je najvjerojatnije 4. žrtva zloglasnog londonskog serijskog ubojice Jacka Trbosjeka, koji je tijekom ljeta i jeseni 1888. ubijao i sakatio žene siromašnog sloja u Whitechapelu. Koristila je pseudonime Kate Conway, Kate Kelly i Mary Ann Kelly, uzevši prezimena od svoja dva uspješna bivša supruga. Ubijena je s 44 godina, na noć "Dvostrukog događaja", kada se osim Eddowesina ubojstva dogodilo i ubojstvo Elizabeth Stride.
Ona je jedina žrtva ubijena u Cityju, iako na granici s Whitechapelom. Eddowesino ubojstvo bilo je tipično trbosjekovo ubojstvo, te jako slično ubojstvu Annie Chapman koje se zbilo 3 tjedna prije ovog.

## Dan ubojstva
Eddowesova se 27. rujna 1888., zajedno s Kellyevom vratila pješice iz Kenta, gdje su njih dvije tražile opijum, no vratile su se praznih ruku. Nakon što su prodali preostale posjede za hranu, u subotu, 29. rujna, Kelly je krenula tražiti posao, dok je Eddowesova rekla da ide posjetiti svoju udanu kći Annie (Annie se već prije odeselila, te neki vjeruju da je Catherine trebala znati za to tog dana). Je li Catherine rekla da ide u obiteljski posjet kako bi prikrila činjenicu da ide zarađivati novac prostitucijom ili zbog nekog drugog razloga je nepoznato. 
Nekoliko sati nakon rastanka s Kellyevom u 14:00h, Eddowesova je, najvjerojatnije preko prostitucije, dobila dovoljno novca da zadovolji svoje alkoholne potrebe. Policija ju je pronašla u 20:30h kako leži na podu pijana, nesposobna da stoji, te ju je uhitila i zadržala u ćeliji dok se nije otrijeznila oko 1:00h. Zadnji put je viđena živa od strane muškaraca na trgu Mitre oko 1:30h kako priča s čovjekom za kojeg mnogi danas misle da je bio ubojica zbog vremena razgovora i ubojstva.

## Pogreb
Catherine Eddowes pokopana je u ponedjeljak, 8. listopada 1888. na groblju City of Londona, u neoznačenom (javnom) grobu 49336, blok 318. Njezin grob je 1996. počašćen nadgrobnom pločom.

## Još informacija
- The Complete History of Jack the Ripper - Philip Sugden, ISBN 0-7867-0276-1.

## Vanjske poveznice
- Casebook: Jack the Ripper